# Sclerostomus nitidus
Sclerostomus nitidus es una especie de coleóptero de la familia Lucanidae.

## Distribución geográfica
Habita en Chile.